# TrollFoci
A TrollFoci a legnépszerűbb hazai labdarúgással foglalkozó oldal a Facebookon, amely a magyar, esetenként nemzetközi futball kapcsán közöl humoros képeket és egyéb tartalmakat, valamint üzleti vállalkozás. Van saját weboldala, blogja, könyve, sportpubja, illetve TV-műsora a Pesti TV-n és mobilapplikációja is. Az oldalon a magyar futball a "Mennyei", és a külföldi pedig a "biszem-b@szom".

## Adminok és egyéb személyek
Az oldalt szerkesztő adminok első tévéinterjújuk óta arcukat a magyar futball ismert szereplőit ábrázoló papírmaszkokkal takarják el. Személyazonosságukat sosem fedik fel, nevük kezdőbetűjét használják, de beceneveikről is ismertek. A jelenleg aktív adminok: L. (Levi), K. (Kálmi), S. (Sanyika) és Cs. (Csabi). Korábbi adminok voltak 2016 végéig: H. (Lacika), G. (Gabi).
A nyilvánosság előtt gyakran szerepel a tiszteletbeli admin, Adrián, valamint a Carpathian Brigade szurkolói csoport tagjai. A TrollFoci baráti köréből amatőr futballcsapat is verbuválódott TrollFoci All-Stars néven, amely első mérkőzését 2016 nyarán az Inárcs VSE ellen játszotta Hrutka János megbízott edzővel a kispadon. A TrollFoci a magyar válogatott- és klubfutball elkötelezett híve, a pártatlanságuk megőrzése miatt titokban tartják, hogy az adminok melyik hazai futballklubok szurkolói.

## Az oldal rövid története
A Facebook oldalt 2012. szeptember 2-án L. és KA alkotta meg az angol Troll Football mintájára, eleinte kizárólag az adminok baráti körének szórakoztatására. Az oldal néhány hónap alatt túlnőtt az eredeti célközönségen, ezért új tagokkal bővült a szerkesztők csapata is. A legnagyobb fellendülés a 2013. október 11-ei Hollandia-Magyarország (8-1) mérkőzés alatt volt, innentől a TrollFoci látogatottsága rohamosan növekedett. Az oldal első egymillió fő feletti elérési rekordja is ezen a napon született, ami a 2016-os labdarúgó-Európa-bajnokság alatt dőlt meg, amikor az egyik bejegyzést 3 millióan nézték meg egyetlen nap alatt. A sikereknek köszönhetően több előadást tartottak, országos TV-műsort kaptak, webshopot és pubot nyitottak, valamint kiadtak két könyvet.

## TrollFoci TV
A TrollFoci több országos sportcsatornán is felbukkant egy-egy műsor erejéig, 2015 tavaszán viszont már saját műsort kapott a SportKlub TV műsorsávjában. A produkció állandó műsorvezetője Rekop György volt másik két admin társaságában. A TrollFocis humor jegyében született stúdiófelvételeknek és road-movie-knak többek között olyan szereplői voltak, mint Dombi Tibor, Kabát Péter, Mátyus János, Mészöly Géza, Németh Krisztián, Nikolics Nemanja, Priskin Tamás, Rósa Dénes, Szűcs Lajos. A műsor a SportKlub 2016-os megszűnésével véget ért. Az utolsó epizód a TrollFoci saját gyártásában készült a felvétel kedvéért Budapestre látogató El Risitas főszereplésével. 2020 őszétől a Pesti TV műsorán Antal Adrián és Horti Gábor műsorvezetőkkel ZiccerTV címen futott saját műsoruk.

## Könyvek
Rekop György és az Adminok: TrollFoci (Twister Media, 2014, ISBN 9786158009768)
TrollFoci: Ria-Ria-Hungária (Trollfoci Management, 2016, ISBN 9789631270051)

## Témakörök, szereplők
- megyei labdarúgás ("Mennyei megyei")
- NB I, NB II, NB III (az oldalon MB, azaz "Mennyei Bajnokság")
- Magyar labdarúgó-válogatott
- idegenlégiósok
- magyar sportolók, olimpikonok

## Elnevezések, rövidítések, szállóigék
- Air Sanyi: Torghelle Sándor beceneve, amelyet Horti Gábor kommentátor adott neki a 2007-es német másodosztályú Mönchengladbach-Jena találkozón szerzett fejesgólja után.
- Andorrázás: Nagyon kínos vereség (esetleg döntetlen) egy jóval gyengébb csapat ellen. Utalás az Andorra ellen 1-0-ra elvesztett vb selejtezőnkre.
- Anyja neve?: a megyei bajnokságokban hamis igazolással játszó játékosokról szóló visszatérő poén (ezzel a keresztkérdéssel zavarba hozhatja őket a játékvezető).
- Asszem mindenféleképpen: indokolatlanul sokszor elhangzó szóösszetétel Lipcsei Péter egy 1995-ös Duna TV-nek adott interjújából.
- BDSRSTNT: Mészöly Kálmán "a büdösúristenit" kifejezéséből származik, melyet akkor mondott, amikor 2007-ben nem Magyarország nyerte a 2012-es labdarúgó-Európa-bajnokság rendezési jogát.
- Biszem-B@szom: Minden olyan foci, ami nem magyar.
- Böde jön: A 2013-as Törökország-Magyarország mérkőzésen Gundel Takács Gábor kommentátor mondta ezt, miután Böde Dániel egy párharcban arcon könyökölte ellenfelét.
- Böde jöning: Böde Dániel egy Videoton elleni gólörömét utánzó földön fekvő pozíció.
- Bőrszalonna: FC Barcelona helyes magyar megnevezése.
- Bundás Liga: a német Bundesliga helyes magyar megnevezése.
- Büntesd meg őköt!: Egy Tóalmás-Tápiószele Pest megyei Magyar Kupa selejtezőn, egy szabadrúgás elvégzése előtt a hazaiak játékosának, Buda Attilának címzett bekiabálás.
- Devecsering: Devecseri Szilárd amszterdami "öngólörömét" utánzó mémmé vált póz (térdre rogyva, arcot kézzel eltakarva) vagy kínosan nagy fejjel szerzett öngól.
- Eger: a sötétség - utalás arra, hogy az Egri FC a 2012-2013-as szezonban a villanyvilágítás hiányában egyszer sem játszhatott saját stadionjában.
- Emnéty: az M4 Sport televízió pejoratív megnevezése.
- Eurépa Liga: Európa-liga helyes magyar megnevezése.
- Ez is engem igazol: az első tétmérkőzése után leváltott Pintér Attila, volt szövetségi kapitány nyilatkozott úgy a magyar válogatott későbbi sikerei és továbbjutása után, hogy az eredmények őt igazolják.
- FAF: "Fa**om a füledbe!" - egy idős diósgyőri szurkoló mondta a kamerák előtt, amikor fennakadt a stadion újonnan felszerelt beléptető kapuján.
- Fődet rá!: általános bekiabálás a megyei futball világából - egy 2013-as Heréd LC - Hort SK megyei mérkőzésen a földön fetrengő játékos a mondat elhangzása után rögtön meggyógyult, majd megfenyegette az őt kritizáló szurkolókat.
- Frí Penáltíz: José Gomes egy indulatos interjúja szerint "not ván, tú, frí penáltíz", vagyis nem 1, nem 2, hanem 3 tizenegyest nem adott meg a játékvezető csapata, a Videoton részére.
- GYAKA: "Gyere, a k**va anyádat!" - üvöltötte Mészöly Kálmán az 1981-es Magyarország-Norvégia Vb-selejtező mindent eldöntő gólja után segítőjének, Mezey Györgynek a Népstadion kispadjánál, melyet az ... és Mészöly Kálmán a kapitány című dokumentumfilmben rögzítettek az utókor számára.
- Gyakadémia: a felcsúti Puskás Akadémia helyes megnevezése a GYAKA kifejezés felhasználásával.
- Hatott a kábszi: amikor a divatszurkolók egymással rivális (többnyire külföldi) csapatokat éltetnek egyidejűleg.
- HMMKHB: "Há' menj már közelebb hozzá, b**d meg!" - Szűcs Lajos kapus taktikai tanácsa egy 2015-ös Pápa-Mezőkövesd mérkőzésen.
- Hungarokatalánok: elvakult magyar Barcelona szurkoló megmondóemberek.
- IKFA: Véber György, által elhangzott mondat rövidítése, ami még aktív játékosi pályafutása alatt egy 1996-os Vasas–Újpest meccsen mondott ("Nekik kézzel is lehet az Isten k***a f*át azt"), miután az egyik Vasas játékos kézzel ért a labdához, amit a mérkőzés játékvezetője nem vett észre, s továbbengedte a játékot.[11]
- Jó8-1!: Jó éjt! - a Magyar labdarúgó-válogatott 2013-as megsemmisítő amszterdami vereségének éjszakáján született köszönés.
- Kapás Boglárka vagy egyszerűen Bogi: olimpikon úszónő, a 2016-os olimpia óta a TrollFoci adminok és a férfi követők jelentős részének álmai nője. Az első nem-labdarúgó, aki huzamosabb időn át a posztok központi témája volt, főként szépségével (az olimpia alatt és után kb. minden második poszt róla szólt).
- Kálmán bá': Mészöly Kálmán egykori Vasas-játékos, edző, szövetségi kapitány, aki káromkodásairól is közismertté vált (például a GYAKA vagy az „Imre, miért nem váltotok, b… meg?!”), gyakran készültek vele erre alapozott mémek.
- Kárpátágyúsok: elvakult magyar Arsenal szurkoló megmondóemberek.
- Kassaing: az oldal felhívása, melynek lényege, hogy a résztvevő minél szokatlanabb helyzetben piros lapot mutasson fel (Kassai Viktor játékvezető botrányt kavart kiállításai ihlették, amelyek a 2017-es Real Madrid–Bayern München BL-negyeddöntőn[12] és a DVTK–Vasas magyar bajnoki mérkőzésen születtek).
- Kertitörpe: Lionel Messi.
- Kétmillió!: az MLSZ kluboknak kirótt büntetése, utalva a 2013-as Fradi-Újpest derbire, amikor a szövetség az Albert Flórián Stadiont búcsúztató hazai koreográfiát kétmillió forintos büntetéssel jutalmazta.[13]
- Kimontá?: A "Fődet rá!" szállóigére érkezett válasz a "sérült" játékostól.
- Kispestre tart: azokra a képekre írják, amelyek valamilyen budapesti közlekedési eszközön készültek egy-egy híres futballszereplő vagy egyéb ismert személy alteregójáról, természetesen megnevezve azt, akire hasonlít (Kispest volt az a csapat, aki szerette volna leigazolni 2014-ben a világbajnok Alessandro Del Piero-t, később pedig egyszerre kilenc külföldi futballista érkezését jelentették be, akik fél év után egytől egyig távoztak.)
- Konfetti Liga: a 2021-ben indult UEFA Konferencia Liga helyes magyar elnevezése.
- Köcsög: Cristiano Ronaldo tulajdonképpen egy köcsög a TrollFoci szerint.
- Következő kérdés: Kondás Elemér, a Debreceni VSC edzője egy interjúban arra a kérdésre, hogy tervezi-e rendezni a viszonyát a szurkolókkal, úgy reagált: „Következő kérdést fölteszi?”.
- Labda vót!: nyilvánvaló durvaság utáni mentegetőzés.
- Lang lába: miután Lang Ádám a Svájc elleni Vb-selejtezőn kritikus szituációban luftot rúgott, több poén is született arról, hogy Lang lába az egekbe repült.
- Lejcseszter: a Leicester City FC, amely meglepetésre megnyerte a 2015–2016-os angol bajnokságot és hirtelen rengeteg új magyar szurkolója akadt.
- Liptáking: Lipták Zoltán válogatott védő Észak-Írország ellen a hajrában kapott görcse miatt a magyar csapat kritikus helyzetben emberhátrányba került, a "sérülésről" készült fotóból született Liptáking a képen látható póz mémmé vált utánzása.
- Liverpulik: elvakult magyar Liverpool FC szurkoló megmondóemberek.
- Az előrelépés megkérdőjelezhetetlen: Egervári Sándor többek között ezzel a szófordulattal mosta kezeit és igyekezett elterelni a figyelmet a súlyos vereségekről, utalva arra, hogy a válogatott még így is előkelőbb helyen áll a világranglistán, mint előtte.
- MB2-es futballisták a f@szomat már!: Véber György egy elhíresült mondata a Pécs vezetőedzőjeként, mely azóta gyakran feltűnik a Trollfoci oldalán és magyar futball berkekben egyaránt.
- Megmondóemberek: akiknek nem tetszik a TrollFoci munkássága és többnyire saját tudatlanságukból kifolyólag kritizálnak.
- Menjuhok: elvakult magyar Manchester United szurkoló megmondóemberek.
- Miattuk nem járnak a családok meccsre: ultrákkal kapcsolatos gyakran kommunikált közhely, kifogáskeresés az alacsony hazai nézőszámra.
- Miért ne? Adja a tévé!: Mészáros Dániel, az NB III-as Dunaharaszti játékosa nyilatkozta a Ferencváros elleni kupamérkőzésen szerzett ollózós góljáról: Gondoltam: „Miért ne? Adja a tévé!”. Megpróbáltam, bejött.
- Mi vagyunk a balf***ok: Molnár Gábor mezőkövesdi futballista nyilatkozata, miután csapata kétgólos előny után döntetlent játszott a DVTK ellen.
- MKO: "Mindenki k**va okos!" - Urbán Flórián öltözői monológjának elhíresült mondata.
- MTK-ultra: képtelenség, fikció, nem létező dolgok TrollFocis szinonimája.
- Murányi Józsi: José Mourinho világhírű portugál menedzser helyes magyar elnevezése.
- Nem érdekel!: Bajner Bálint válasza arra a kérdésre, hogy játszana-e a magyar válogatottban (sosem hívták).
- Nikolics labdája: Nikolics Nemanja Görögország ellen kihagyott, égbe lőtt, Föld körüli pályára állított meccslabdája, amit a TrollFoci TV egyik adásában a földönkívüliek hoztak vissza. Hasonló kontextusból ismert az Ivancsics labdája, Harsányi labdája kifejezés is.
- Nyócegy: orális szex szinonimája, amely a 2013-as Hollandia-Magyarország mérkőzés végeredményéből származik.
- Nyugaton már megoldották: külföldi futballhuliganizmusról szóló friss hírek kapcsán említett szófordulat, amelyek cáfolják a magyar szakvezetők idézett, nyugati modern futballt magasztaló példálózásait.
- Okafogyott: Rudolf Gergely három gólja után a kisalföld.hu írta, hogy okafogyottá vált a poénkodás Rudolf góltalanságával kapcsolatban.
- Oldalf*sz: Zombori Sándor elszólása az "oldalpassz" kifejezés helyett egy tévés elemzésben.
- Ööööö: utalás Pintér Attila beszédmódjára, akit kinevezése után a szövetség kommunikációs tréningre küldött.
- Pad: Szalai Ádám bérelt helye, miután hosszú időre kiszorult az őt foglalkoztató német egyesület kezdőcsapatából. A padon póz mozdulat mémesítése a "Szalaing".
- Pancsoló Aréna: a felcsúti Pancho Aréna elnevezése, melynek csapadékvíz-elvezető rendszere az átadás utáni első felhőszakadás alkalmával leszerepelt.
- Panel Ultras: azok a szombathelyi nézők, akik a Haladás stadionja melletti tízemeletes panelházak ablakából figyelték a mérkőzéseket (a 2017 őszén épült új stadion fedett lelátója ezt már nem teszi lehetővé).
- Pannonbajorok: elvakult magyar Bayern München szurkoló megmondóemberek.
- Pofára esett, mint a zsíros kenyér: Böde Dániel nyilatkozata a Norvégia elleni Eb-pótselejtező után, ahol földhöz vágta védőjét, Even Hovlandot.
- Pogácsa Liga: az angol Premier League.
- PornFoci: a hölgy rajongók által beküldött pikáns képek rovata.
- PSG Eindhoven: a Paris Saint-Germain FC (PSG) és a PSV Eindhoven neve összemixelve. Azokat a divatszurkolókat gúnyolja, akik valójában alig ismerik külföldi „kedvenceiket”.
- Pusztazebrák: elvakult magyar Juventus szurkoló megmondóemberek.
- Radózás: elesés, műesés, Radó András pályafutásának fontos eleme.
- Random-Szabó: Andó-Szabó Sándor játékvezető beceneve, utalva néhány téves ítéletére.
- Risitas: a hazai közönség által Francesco Zombori néven is ismert Juan Joya Borja sírva röhögő, fogatlan spanyol úriember, akinek videóit előszeretettel feliratozzák át mérkőzések elemzésére a 2013-as bukaresti vereség óta.
- Sampion Liga: a Bajnokok Ligája (Champions League) helyes magyar megnevezése.
- Say no to biszem-b@szom!: Mondj nemet a külföldi focira! - a TrollFoci egyik alapelve.
- Szasza: az ágfalvi Németh Szabolcs, aki világhírűvé vált szabadrúgásgólt szerzett a Fertőrákos ellen 2015 tavaszán. Gólja után hangzott el a "Mindenki ágfalvi, aki nem b****a meg!" rigmus is.
- Szembeköpték a magyar edzőtársadalmat: Bognár György MLSZ-nek címzett nyilatkozata Dárdai Pál szövetségi kapitányi kinevezése után.
- SZKVBM: "Száz kiló vagyok, b...d meg!" - Böde Dániel beszólása a Ferencváros buborékfutball-edzésén 2015 októberéből.
- Szittyamadridisták: elvakult magyar Real Madrid szurkoló megmondóemberek.
- SZLAMB: "Szopd le anyádat, már bocsánat!" - Rósa Dénes szólt vissza így egy neki címzett gyalázkodásra 2011-ben, amikor egy pillanatra elfelejtette, hogy élő tévéinterjút ad a DVTK-FTC mérkőzés lefújását követően.
- Taktikus: Zombori Sándor örök igazmondó televíziós szakértő, szakkommentátor beceneve.
- Targoncás: Adamo Coulibaly debreceni gólkirály megnevezése, utalva a pályafutása elején végzett munkájára.
- Tipszmiksz: a Tippmix fogadás Orbán Csaba (Tipszmiksz Csabi) népszerű kaposvári szurkoló szóhasználatával.
- TOMLAF: Urbán Flórián korábbi labdarúgó és edző egy interjúban kifejtette, hogy a magyar játékosokkal nem lehet szépen beszélni, hanem azt kell nekik mondani, hogy "Takarodjál oda, mert levágom a fejedet!".
- Tusfürdő-Kupa: az angol FA-Kupa.
- Ujvárizás: látványos ollózó mozdulattal szerzett gól, a TrollFoci által felfedezett amatőr nógrádi labdarúgó, Ujvári József után elnevezve.
- Vak: Szergej Karaszjov orosz játékvezetőt illették ezzel a gúnynévvel, miután a 2016-os Európa-bajnokság Izland–Magyarország mérkőzésen vitatható büntetőt ítélt meg az izlandiaknak. Később Kassai Viktorra is elkezdték használni, a 2017. tavaszi vitás kiállításai kapcsán (lásd még Kassaing).
- Vannak szabályok!: Détári Lajos a szövetségnek címezve mondta egy 2012-es bajnoki mérkőzés után, hogy "Vannak szabályok, be kéne tartani!".
- Véber nagyúr: Véber György egykori újpesti játékos, edző beceneve Vader nagyúr mintájára.
- Vécédeszka: az Újpest FC új klubcímere a 2017–2018-as idénytől, erős ellenérzéseket kiváltva a szurkolókból.
- Xanyi: Torghelle Sándor másik beceneve (a spanyol Xavi után szabadon).

## No Bajner, No Party!
A TrollFoci első külföldi médiában is visszhangot kiváltó megmozdulása azután született, hogy Bajner Bálint 2014-ben az angol másodosztályú Ipswich Townba igazolt. Bajnert első meccsén már a 44. percben lecserélték, de a nyilatkozata szerint nem a gyenge teljesítménye miatt, hanem azért, hogy megtapsolhassák. Edzője természetesen cáfolta Bajner állítását, aki ezután kiszorult a kezdőcsapatból. A TrollFoci rajongói ezután elárasztották csapata Facebook oldalát, és minden poszt alá odaírták, hogy "No Bajner, No Party!", ezzel biztatva a vezetőedzőt, hogy tegye a kezdő tizenegybe Bajnert. A rengeteg troll komment miatt az oldalról letiltották a magyarországi IP-címről internetezőket. Később feloldották a blokkolást, majd Bajner kölcsönbe a harmadosztályú Notts County-hoz került. Megismétlődött a trollhadsereg támadása, amiért ez a csapat is letiltotta a magyarokat Facebook oldaláról. Nem sokkal később ők is feloldották a tilalmat, sőt a borítóképükön magyar zászlón volt látható a csapat címere. Ezután a posztok magyar nyelven is megjelentek és csak oda engednek magyar hozzászólást. Ez utóbbi invázió már nem is a TrollFoci felhívására indult.